# Sathrochthonius webbi
Sathrochthonius webbi är en spindeldjursart som beskrevs av William B. Muchmore 1982. Sathrochthonius webbi ingår i släktet Sathrochthonius och familjen käkklokrypare. Inga underarter finns listade i Catalogue of Life.